# Neoserixia delicata
Neoserixia delicata là một loài bọ cánh cứng trong họ Cerambycidae.